# Asthenolabus latiscapus
Asthenolabus latiscapus là một loài tò vò trong họ Ichneumonidae.